# Campylorhynchus gularis
Carriça-malhada ou garrincha-manchada (Campylorhynchus gularis) é uma espécie de ave da família Troglodytidae.
É endémica do México.
Os seus habitats naturais são: florestas secas tropicais ou subtropicais , regiões subtropicais ou tropicais húmidas de alta altitude e matagal tropical ou subtropical de alta altitude.